# Sextant (Album)
Sextant ist das elfte Studioalbum von Herbie Hancock. Es wurde am 30. März 1973 bei Columbia Records veröffentlicht. Die Aufnahmen zum Album fanden im Dezember 1972 in den Wally Heider Studios und Different Fur Studios in San Francisco, Kalifornien, statt.

## Hintergrund
Als Herbie Hancock 1971 Warner Bros. verließ, um zu Columbia Records zu gehen, nachdem er mit Crossings, Mwandishi sowie Fat Albert Rotunda „drei musikalisch solide, aber von Kritik und Publikum unterschätzte Alben veröffentlicht hatte“, war die Situation für ihn schwierig. Im Widerspruch zum Jazz-Establishment, das sich nach seiner Rückkehr zum Blue-Note-Sound sehnte, war Hancock auf der Suche nach einer eigenen Stimme.
Sextant ist das letzte Album mit dem sog. Mwandishi-Sextett, mit dem Hancock bereits die Alben Mwandishi und Crossings eingespielt hatte. Zusätzlich zu dem Saxophonisten Bennie Maupin, dem Trompeter Eddie Henderson, dem Posaunisten Julian Priester, dem Bassisten Buster Williams und dem Schlagzeuger Billy Hart waren hier der Synthesizer-Spieler Patrick Gleeson und der Perkussionist Buck Clarke beteiligt. Im Juni 1972 waren Herbie Hancock, Bennie Maupin und Bill Hart an den Aufnahmen zu dem Album On the Corner von Miles Davis beteiligt gewesen. Auch wenn Davis mit diesem Album „die jungen Leute erreichen“ wollte, war die aufgenommene Musik sehr „avant“. Die Erfahrungen während der Sessions mit Davis hätten einen Einfluss auf die Mwandishi-Band gehabt.
Die Aufnahme von Sextant fiel mit einem Neuanfang in Hancocks Privatleben zusammen. Nachdem er elf Jahre lang in New York City gelebt hatte, zog Hancock im Dezember 1972 mit seiner Frau und seiner kleinen Tochter nach Los Angeles.

## Titelliste
1. Rain Dance 9:16
2. Hidden Shadows 10:11
3. Hornets 19:35

Alle Kompositionen stammen von Herbie Hancock.

## Rezeption
Nach der Veröffentlichung wurde das Album in kommerzieller Hinsicht als ein Flop betrachtet.
AllMusic vergab an Sextant vier von fünf Sternen; Thom Jurek, der das Album besprach, sprach von einem „Juwel“. Das Album zeichne sich wie die beiden anderen Mwandishi-Alben „durch eine Art postmodernen, freien Impressionismus aus, der gleichzeitig die Grenzen des Funk auslotet“. Auf drei langen Titeln werde erkundet, wie Modus und Intervalle Zutaten zu einem frugalen Eintopf werden und dann für Soli und Riffspielen extrapoliert werden könnten. Dabei werde sogar das Intervall zum Riff, wie der Opener „Rain Dance“ beweise. „Hidden Shadows“ sei mit seinen abgehackten Basslinien und dem schweren Schlagzeug bereits sehr funkorientiert. Das Meisterstück des Albums sei Hornets, „ein eklektischer und elektrischer Ritt durch die dunkle modale Atmosphäre von Miles’ In a Silent Way und die harmonische Ästhetik der Post-Coltrane-Zeit. Der Groove ist vorhanden, aber er wird von Priester und Maupin mehr als einmal auf den Kopf gestellt, und Hancock blökt abschnittsweise nur mit dem Synthesizer.“ Das Stück sei stellenweise sehr intensiv, aber meistens zugleich „atemberaubend schön“. Sextant biete bereits einen gewissen Einblick in die Musik, die Hancocks später mit The Headhunters spielte.
Im Rolling Stone erhielt das Album, das aus dem „fruchtbaren Fluss des Jazzrock heraus“ entstanden war, vier Sterne. Hancock hätte sich hier, in Anlehnung an Davis’ wirbelnde, anarchische Bitches Brew und On the Corner „noch weiter ins Weltall“ begeben. Es enthalte couragierte Experimente und zeige Hancocks frühen Einsatz von Synthesizern und elektronischen Effekten. Ein Großteil von Sextant „mit seinen zwitschernden, plätschernden Effekten“ ähnele einer primitiven Version der Ambient-Musik der neunziger Jahre.
Das Album wurde vom Paste Magazine als „kompromissloses Avant-Funk-Meisterwerk“ bezeichnet. In seiner Besprechung der Box mit allen Aufnahmen aus Hancocks Columbia-Jahren kam Michael Rüsenberg 2013 zu dem Urteil: „Mit Sextant startet diese Box, nein sie startet nicht einfach, sie triumphiert, sie hebt ab wie ein Jet! Herrschaften, was ist hier los! Der Begriff Free Funk, den man … anlässlich seines Todes Ronald Shannon Jackson nachgerühmt hat, er passt viel besser hier: für diese offenen, nicht ausschliesslich auf 16tel-feeling basierenden Funk-Strukturen, die elektro-akustischen Texturen. Der bohrende vamp im fast 20-minütigen „Hornets“ stürzt uns in ein Fegefeuer aus schreienden Instrumental-Stimmen, die Onkel Herbie gelegentlich mit einem Signal-Thema aus glühender Lava nachheizt.“